# Munkbrohamnen

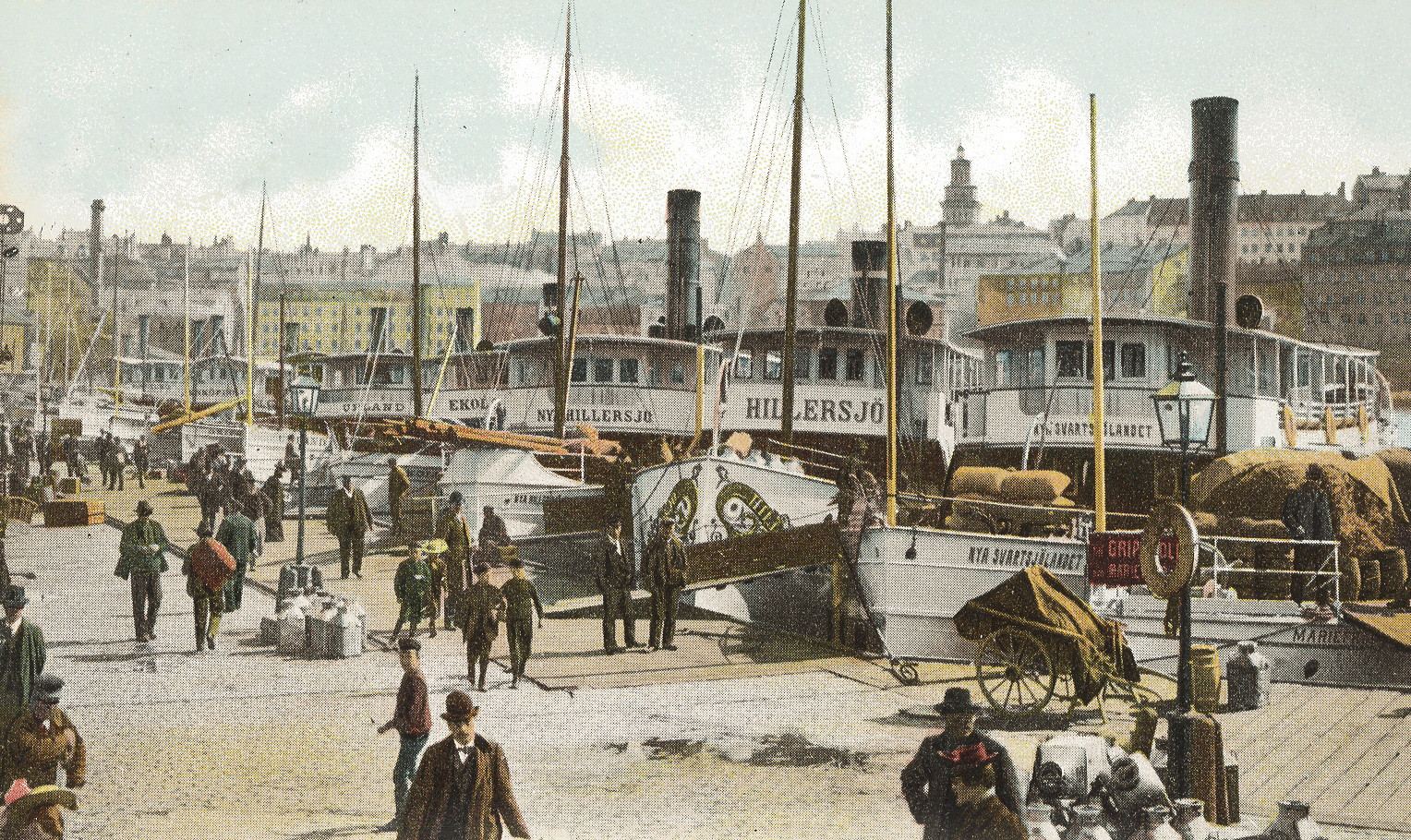
Mälarbåtar vid Munkbrohamnen 1890-tal.

Munkbrohamnen (även kallad Munkbrokajen och Mälarhamnen) är ett kajområde och en tidigare hamn i västra Gamla stan i Stockholm. Området sträcker sig som en smal remsa mellan Riddarfjärden och Sammanbindningsbanan söderut från Hebbes bro och fick sitt nuvarande namn 1921.

## Historik
Innan järnvägen (Sammanbindningsbanan) avskilde nuvarande kajområde från övriga Gamla stan var Munkbrohamnen en del av Köttorget och Mälartorget samt närbelägna Munkbron. Här pågick livlig handel med Mälardalens bönder som kom hit med sina varor. På Köttorget handlades huvudsakligen med kött och på Mälartorget med lantmannaprodukter. Hit trafikerade även Örebrobåtarna till och från Örebro varför kajområdet också kallades Örebrohamnen. 
Till en början gick järnvägen på viadukt och man kunde passera fritt under den mellan Köttorget, Kötthallen och kajområdet. 1918 uppfördes Munkbrohallen intill Kötthallen och 1921 föreslog namnberedningen att kalla hamnområdet Munkbrohamnen som ”ett redan vedertaget namn för kajen vid Köttorget”. När nuvarande spårförbindelse för järnväg och tunnelbana skapades på 1950-talet försvann den öppna passagen under järnvägen, liksom Köttorget och Köttorshallen. Kajområdet avsnördes och förlorade sin tidigare betydelse som handelsplats och hamn. Idag går den enda vägen mellan Munkbrohamnen och Gamla stan via gången genom Gamla stans tunnelbanestation.

### Historiska bilder

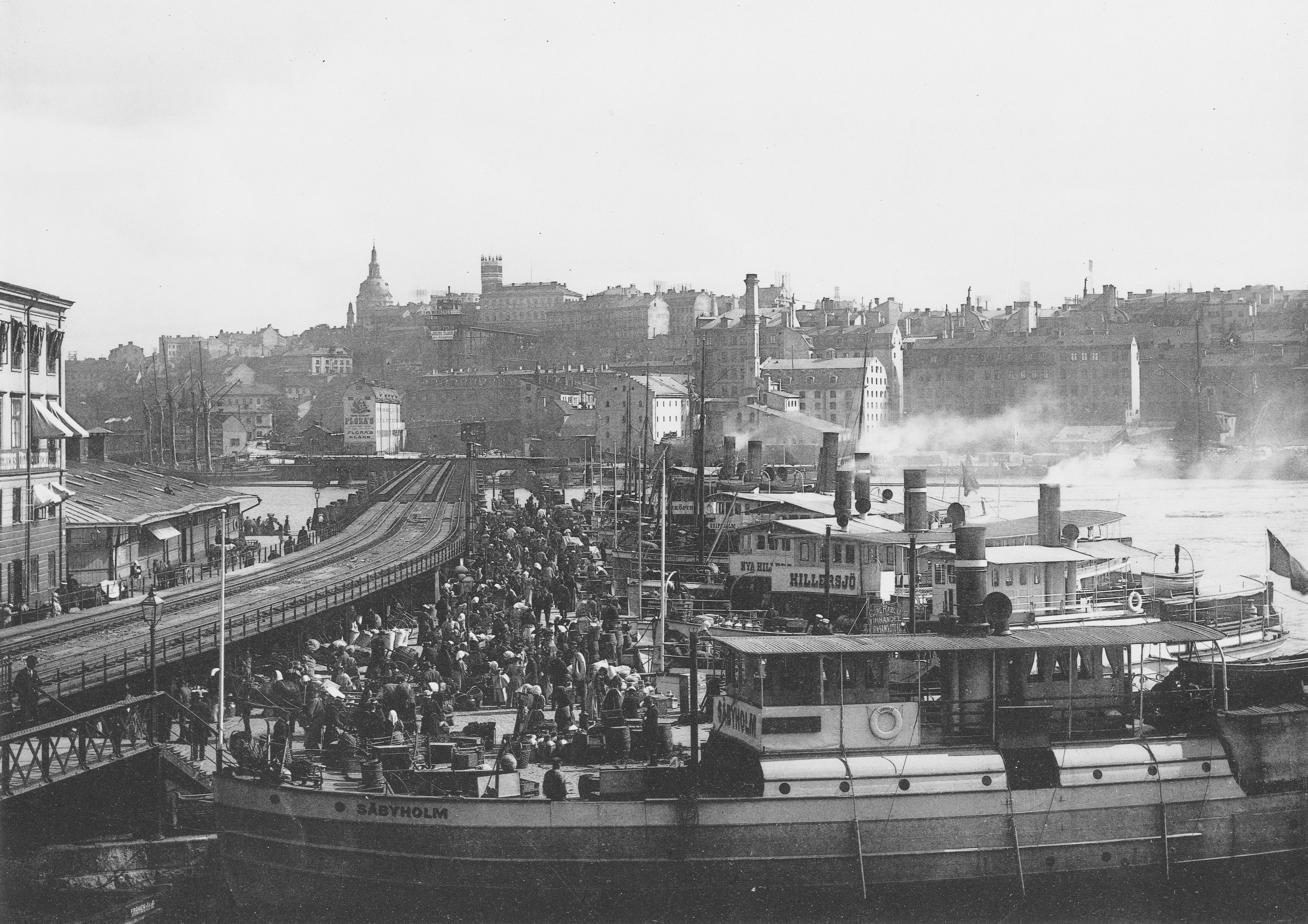
Sammanbindningsbanan och Munkbrohamnen 1897.
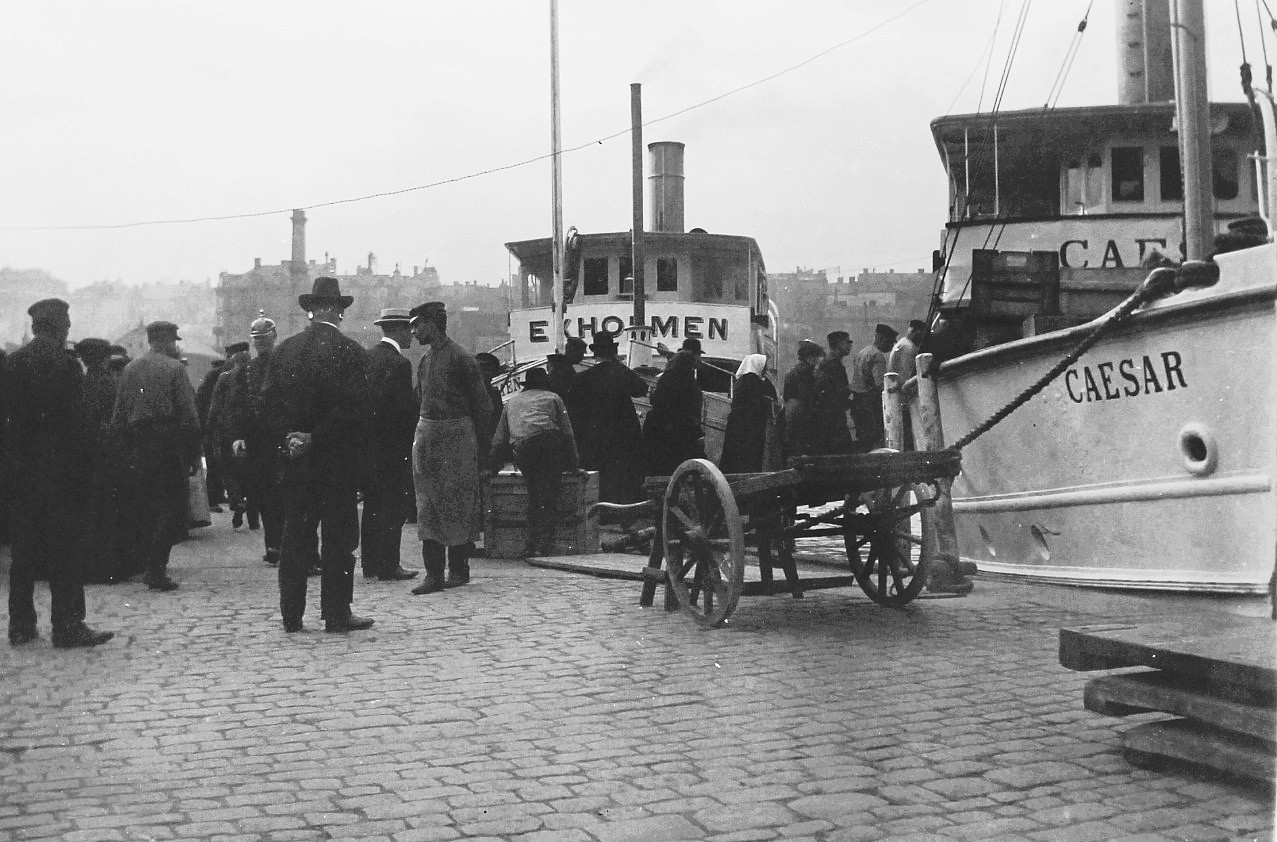
Munkbrohamnen 1890-tal.
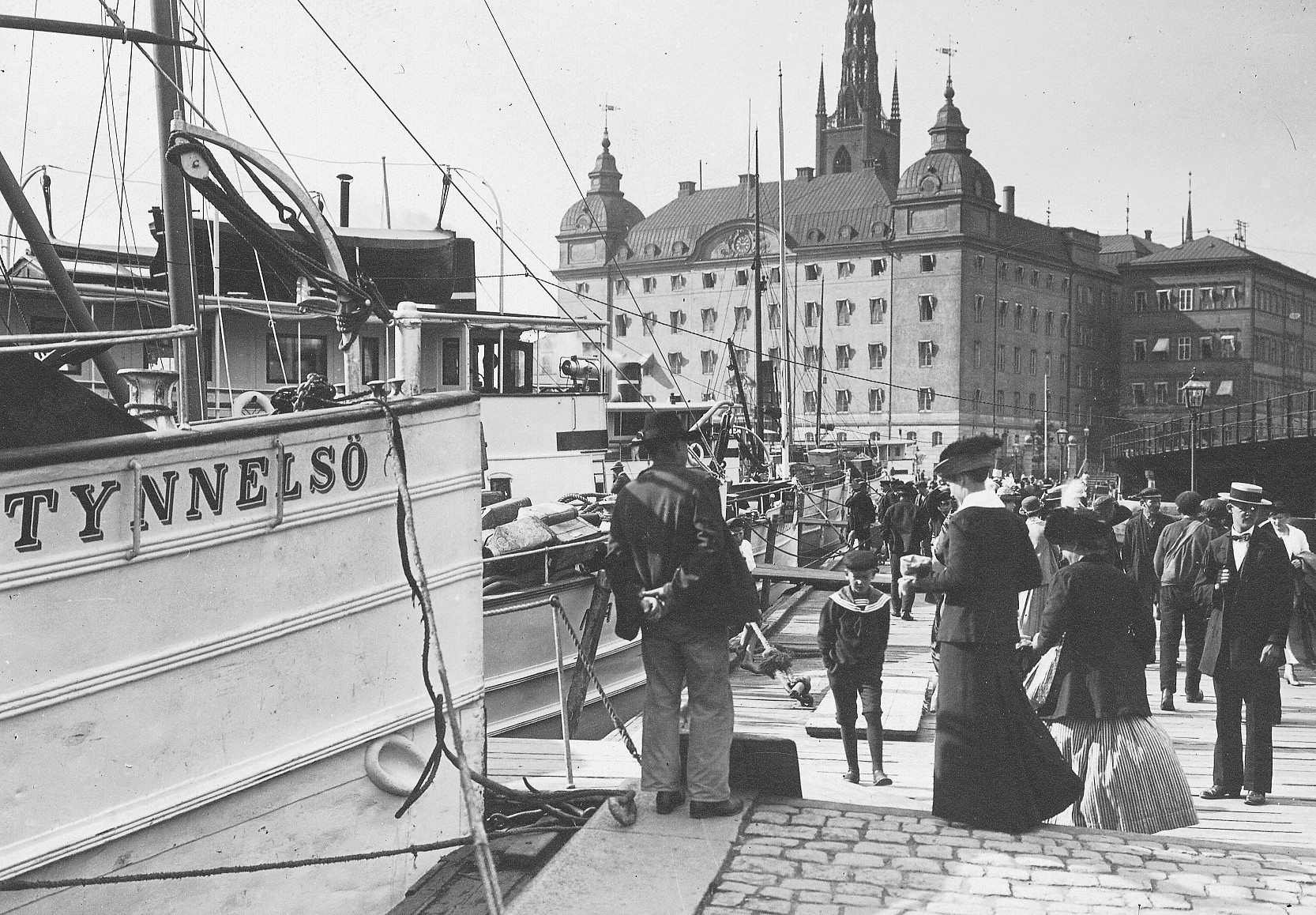
Munkbrohamnen med Riddarholmen i bakgrunden 1890-tal.
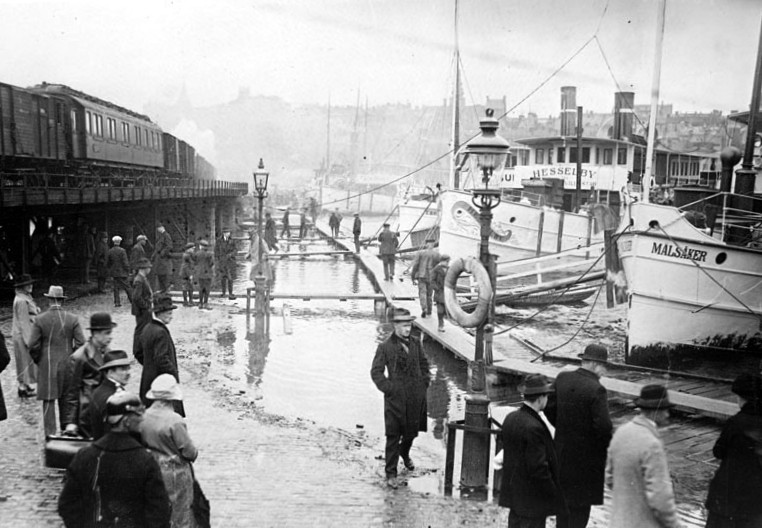
Översvämning vid Munkbrohamnen i maj 1924, vy söderut.

## Dagens Munkbrohamnen och framtidsplaner
Munkbrohamnen är den enda del av Gamla stan som ligger väster om Centralbron och Sammanbindningsbanan. Området är mellan tio och 22 meter brett och cirka 135 meter långt och består huvudsakligen av gång- och cykelvägen mellan Riddarholmen och Gamla stans tunnelbanestation och vidare till gång- och cykelbron över Söderström. Närmast Riddarholmen vidgar sig kajområdet till en liten park med träd och bänkar. Platsen är mycket låglänt och ligger normalt bara någon halvmeter över Riddarfjärdens vattennivå. När Mälaren har hög vattenföring blir det risk för översvämning och att vatten rinner ner i tunnelbanan.
Förtöjd vid Munkbrohamnen låg en helikopterplatta som var innerstadens enda landningsplats för helikopter. Den var under en lång tid tillhåll för skinnskallar. Munkbrohamnen planeras att rustas upp under Projekt Slussen med tre café- och restaurangbyggnader samt ett trädäck över vattnet och eventuellt en småbåtshamn. I dag fungerar Munkbrohamnen som en reservhamn för Mälartrafiken och  förvaltas av Stockholms Hamnar.

### Nutida bilder

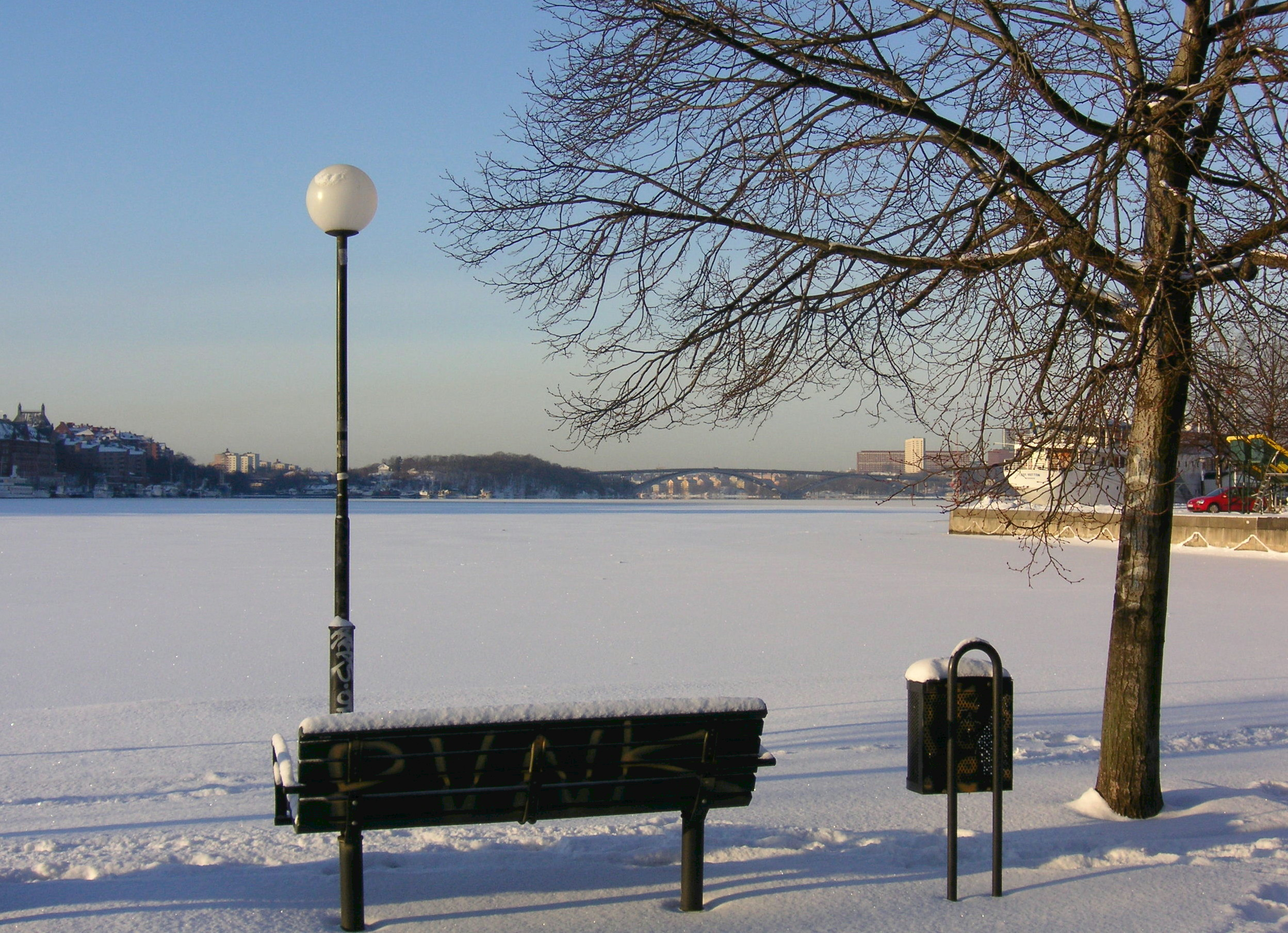
Munkbrohamnens park med utsikt över Riddarfjärden, januari 2006.
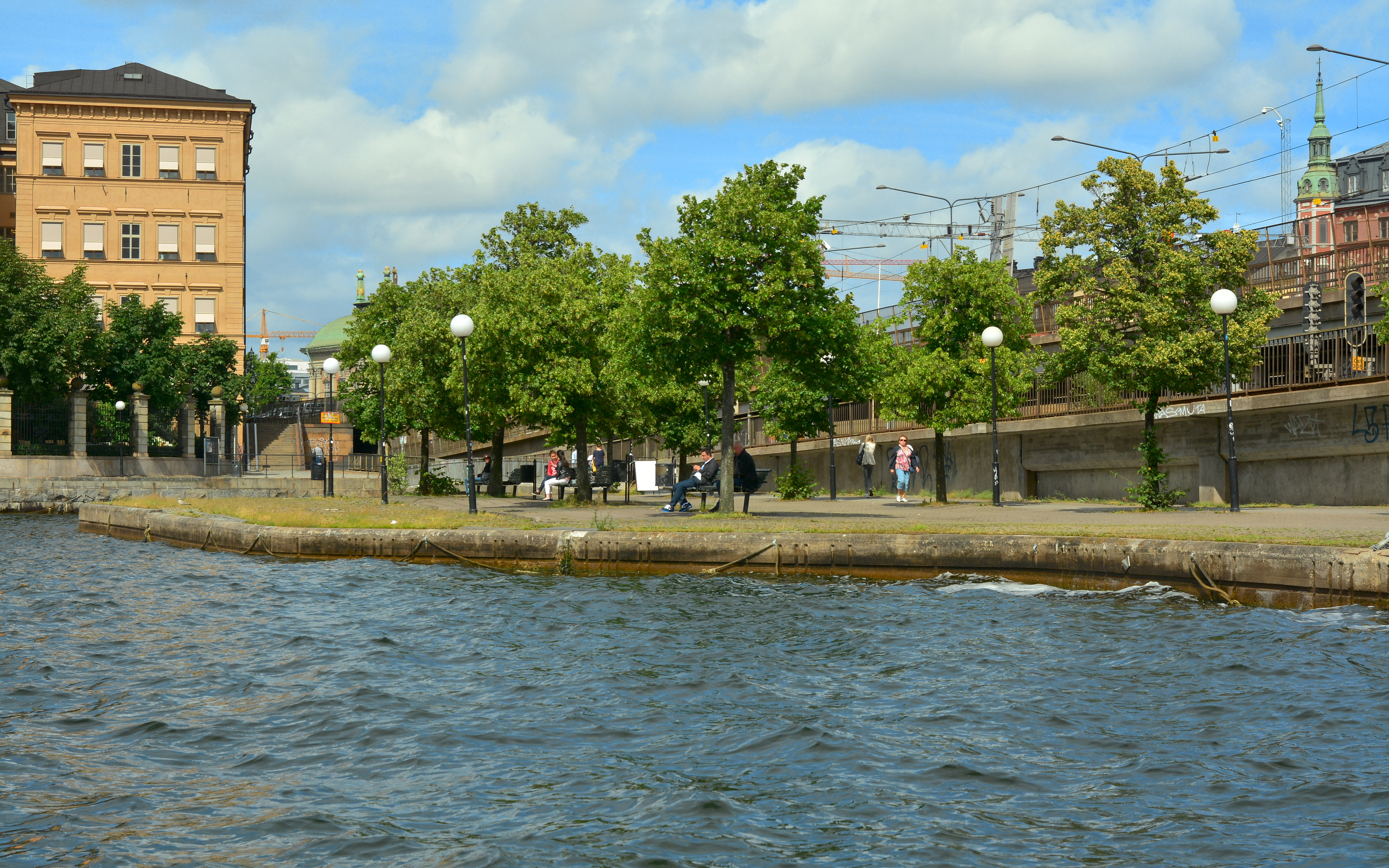
Munkbrohamnen sedd från Riddarfjärden juli 2015.
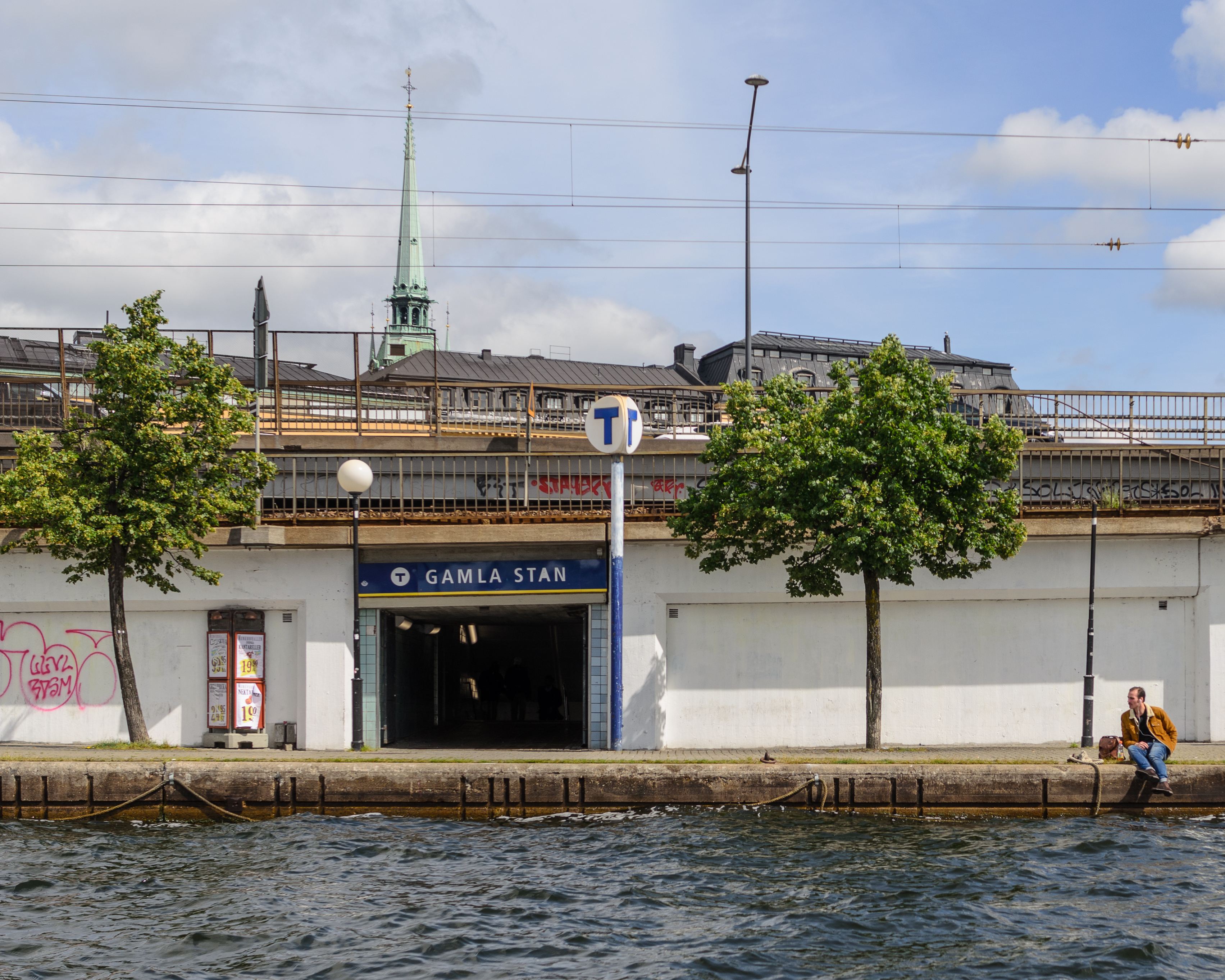
Kajkanten och entrén till tunnelbanan, juli 2015.
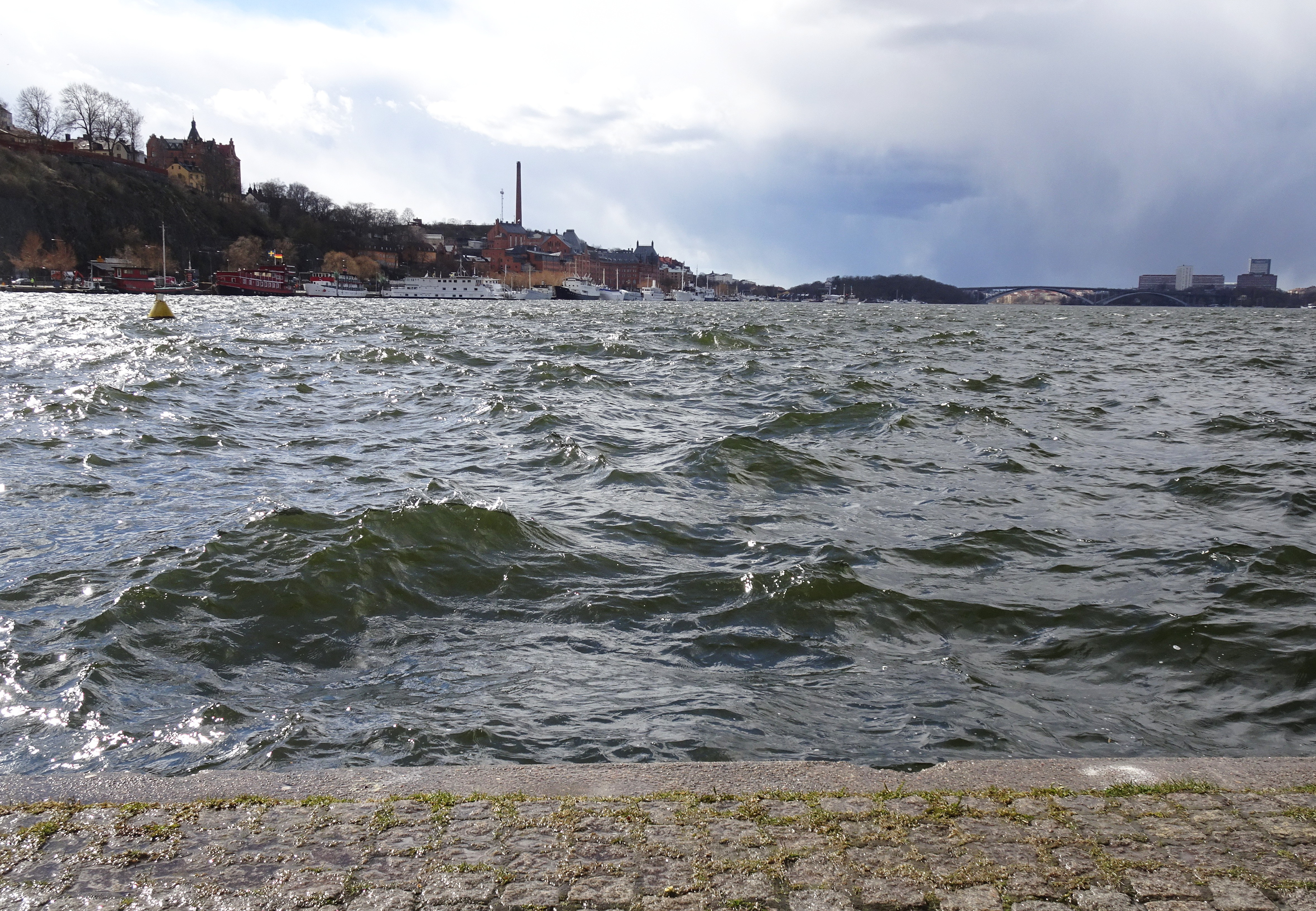
Nära översvämning 21 april 2017.